# Felix Hörisch
Felix Hörisch (* 17. Oktober 1983 in Mettmann) ist ein deutscher Politikwissenschaftler und Professor für Politikwissenschaft mit den Schwerpunkten Arbeitsmarkt- und Sozialpolitik, Arbeitsmarkttransformation an der Hochschule der Bundesagentur für Arbeit in Mannheim.

## Leben
Nach dem Studium der Politikwissenschaften und Volkswirtschaftslehre mit dem Abschluss Magister Artium im Jahr 2007 wurde Felix Hörisch 2009 im Rahmen des interdisziplinären Promotionskollegs Reformen von Steuer- und Sozialsystemen zum Thema Unternehmensmitbestimmung – Entstehung und ökonomische Auswirkungen im nationalen und internationalen Vergleich an der Ruprecht-Karls-Universität Heidelberg promoviert. Anschließend war er von 2009 bis 2015 als Postdoc, Projektmitarbeiter und Projektleiter am Mannheimer Zentrum für Europäische Sozialforschung tätig. Hier leitete er das von der Fritz Thyssen Stiftung geförderte Forschungsprojekt Parteiendifferenzen, Spielarten des Kapitalismus und die Finanzkrise. Von 2015 bis 2020 war er als Lehrstuhlmitarbeiter am Lehrstuhl von Jale Tosun, als Projektmitarbeiter im EU-Projekt Kulturelle Pfade zu wirtschaftlicher Selbstsuffizienz und Unternehmertum: Familienwerte und Jugendarbeitslosigkeit in Europa (CUPESSE) sowie als Professurvertretung am Institut für Politische Wissenschaft der Ruprecht-Karls-Universität Heidelberg tätig. Hier wurde Hörisch 2017 zum Thema Fiskal- und arbeitsmarktpolitische Reaktionen auf die Finanzkrise im internationalen Vergleich habilitiert und erhielt die Venia Legendi für Politikwissenschaft. Parallel war er von 2017 bis 2020 in Teilzeit als Politischer Referent beim Landtag von Baden-Württemberg beschäftigt. Von 2020 bis 2025 war Hörisch Professor für Sozialwissenschaften, Sozial- und Bildungspolitik an der HTW Saar. Hier leitet er unter anderem Forschungsprojekte zur Erstellung des ersten Strukturwandelreports für das Saarland im Auftrag der Staatskanzlei des Saarlandes sowie zu den Effekten der Schuldenbremse auf die Politiken der deutschen Bundesländer. 2025 wechselte er auf eine Professur für Politikwissenschaft mit den Schwerpunkten Arbeitsmarkt- und Sozialpolitik, Arbeitsmarkttransformation an der Hochschule der Bundesagentur für Arbeit in Mannheim.

## Privates
Felix Hörisch ist verheiratet und hat drei Kinder. Sein Vater ist der Literatur- und Medienwissenschaftler Jochen Hörisch.

## Forschungsschwerpunkte
In der Forschung konzentriert sich Hörischs Arbeit auf die Politische Ökonomie und die Policy-Forschung, insbesondere in den Bereichen Arbeitsmarktpolitik, Jugendarbeitslosigkeit, Sozialpolitik, Asylpolitik, Fiskalpolitik, Unternehmensmitbestimmung und die Politik der Bundesländer. Gemeinsam mit Stefan Wurster hat er Sammelbände zu den Landesregierungen des Ministerpräsidenten Winfried Kretschmann in Baden-Württemberg herausgegeben.
Hörisch ist Vertrauensdozent und Mitglied im Auswahlausschuss der Friedrich-Ebert-Stiftung. Darüber hinaus ist er Mitglied im Wissenschaftlichen Beirat des Saarländischen Ministeriums für Arbeit, Soziales, Frauen und Gesundheit. Von 2022 bis 2025 war er Co-Studiengangsleiter des einzigen deutschen Masterstudiengangs Evaluation an der HTW Saar sowie der Universität des Saarlandes. Zudem ist er Mitglied des Editorial Boards der Zeitschrift für Vergleichende Politikwissenschaft.

## Publikationen (Auswahl)
- (Hrsg.; 2023): Politik und Regieren im Saarland. Springer VS, Wiesbaden. ISBN 978-3-658-40962-3.
- mit Stefan Wurster (Hrsg.; 2021): Kiwi im Südwesten – Eine Bilanz der zweiten Landesregierung Kretschmann 2016–2021. Springer VS, Wiesbaden. ISBN 978-3-658-34990-5.
- mit Jale Tosun und Paulo Marques (Hrsg.; 2019): Strengthening the Economic Participation of Young Europeans: Coordination as a Crucial Dimension. Special Issue des International Journal of Social Welfare 28 (4).
- mit Stefan Wurster (Hrsg.; 2017): Das grün‐rote Experiment in Baden-Württemberg. Eine Bilanz der Landesregierung Kretschmann 2011–2016. Springer VS, Wiesbaden. ISBN 978-3-658-14867-6.
- mit Georg Wenzelburger (Hrsg.; 2016): Comparative analysis of unpopular social policy reform and strategic communication. Special Issue des Journal of Comparative Policy Analysis 18 (2).
- Unternehmensmitbestimmung im nationalen und internationalen Vergleich – Entstehung und ökonomische Auswirkungen (= Policy-Forschung und Vergleichende Regierungslehre, Band 8). LIT-Verlag, Berlin und Münster 2009. ISBN 978-3-643-10296-6.